# Ерік Томмі
Ерік Томмі (нім. Erik Thommy, нар. 20 серпня 1994, Ульм, Німеччина) — німецький футболіст, вінгер клубу «Спортінг Канзас-Сіті».

## Ігрова кар'єра
Ерік Томмі народився у містечку Ульм, де почав займатися футболом у місцевому однойменному клубі. Пізніше Томмі приєднався до футбольної школи клубу «Аугсбург», у складі якого він і дебютував у Бундеслізі у лютому 2014 року. У січні 2015 року Томмі відправився в оренду до клубу Другої Бундесліги «Кайзерслаутерн», де провів півтора роки.
Влітку 2016 року Ерік знову на правах оренди приєднався до складу іншого клубу Другої Бундесліги «Ян Регенсбург».
У зимове траснферне вікно в січні 2018 року Ерік Томмі підписав контракт із клубом Бундесліги — «Штутгарт». А вже влітку футболіст проовжив дію контракту із клубом до літа 2022 року.